# Sophie Cross - Verità nascoste
Sophie Cross - Verità nascoste (Sophie Cross) è una serie televisiva drammatica franco-tedesca-belga, trasmessa in Germania su Das Erste dal 23 maggio 2021 con il titolo di Gefährliche Dünen, in Belgio su La Une dal 7 novembre 2021 e in Francia su France 3 dal 9 novembre 2021, con protagonisti Alexia Barlier e Thomas Jouannet.
In Italia la serie va in onda in prima serata su Rai 1 suddivisa in 6 episodi dal 13 giugno 2023.

## Trama
Sophie Cross, un avvocato, e suo marito Thomas, un commissario di polizia, vivono con il figlio Arthur di cinque anni in una casa ai margini delle dune e della spiaggia del Mare del Nord. Un giorno, la tragedia avviene mentre il ragazzino sta giocando con un aquilone tra le dune vicino a casa: una telefonata dallo studio legale di Sophie, trenta secondi di disattenzione e Arthur scompare senza lasciare altra traccia che il suo aquilone abbandonato nei cespugli. In assenza di una richiesta di riscatto, le indagini della polizia si bloccano, sebbene Thomas sia commissario. Gli anni passano e Sophie non riesce a rassegnarsi: abbandona la carriera di avvocato, segue un corso di formazione e si unisce alla polizia nell'unità guidata dal marito per ritrovare suo figlio.

## Episodi
| Stagione         | Episodi | Prima TV | Prima TV | Prima TV | Prima TV |
| Stagione         | Episodi | Germania | Belgio   | Francia  | Italia   |
| ---------------- | ------- | -------- | -------- | -------- | -------- |
| Prima stagione   | 3       | 2021     | 2021     | 2021     | 2023     |
| Seconda stagione | 3       | inedita  | 2023     | 2023     | 2024     |

## Personaggi e interpreti

### Personaggi principali
- Sophie Cross, interpretata da Alexia Barlier, doppiata da Benedetta Degli Innocenti.
- Commissario Thomas Leclercq, interpretato da Thomas Jouannet, doppiato da Christian Iansante.
- Capitano Gabriel Deville, interpretato da Cyril Lecomte, doppiato da Fabrizio Pucci.
- Arthur Leclercq, interpretato da Martin Verset, doppiato da Leandro Bognanni.
- Tenente Amina Dequesne, interpretata da Mariama Gueye, doppiata da Valentina Stredini.
- Tenente Fred Fontaine, interpretato da Oussama Kheddam, doppiato da Stefano Broccoletti.
- Commissario Maxime Lecomte, interpretato da Fred Bianconi, doppiato da Sergio Lucchetti.

### Personaggi secondari
- Avvocato Olivier Marchand (stagioni 1-2), interpretato da Olivier Soler, doppiato da Francesco Trifilio. È l'avvocato di Joseph Montoya.
- Medico legale Alexander Brandt, interpretato da Wanja Mues, doppiato da Daniele Raffaeli.
- Catherine Grimont, interpretata da Loriane Klupsch, doppiata da Francesca Tessitore.
- Omar Benali, interpretato da Soufian El Boubsi, doppiato da Edoardo Persia.
- Claude Vautier, interpretato da Philippe Résimont, doppiato da Dario Oppido.
- Sovrintendente capo, interpretato da Nganji Mutiri.
- Poliziotto, interpretato da Lionel Ruziewicz.
- Chirine, interpretata da Aïssatou Diop.

### Personaggi ricorrenti
- Dottor Bastien Danglard (stagione 1), interpretato da Mark Grosy. È il chirurgo del CHU.
- Eva Danglard (stagione 1), interpretata da Stéphanie Van Vyve.
- Thierry Guillaume (stagione 1), interpretato da Patrick Brüll. È il boss del nightclub e spacciatore.
- Commerciante Loïc Danvers (stagione 1), interpretato da Michaël Erpelding.
- Wendy Danvers (stagione 1), interpretata da Aurélia Bonta.
- Dottor Christian Durand (stagione 1), interpretato da Christian Dalimier. È il direttore della clinica Dubois.
- Alain Breton (stagione 1), interpretato da Aurélien Recoing. È un membro del gruppo di parola.
- Claude Lemaire (stagione 1), interpretato da Olivier Figus.
- Estelle Renaud (stagione 1), interpretata da Naïma Rodric.
- Paul Renaud (stagione 1), interpretato da Frédéric van den Driessche.
- Louis Stavros (stagione 1), interpretato da Yannick Decoster.
- Joseph Montoya (stagione 1), interpretato da Olivier Barthélémy.
- Edith Mueller (stagione 1), interpretato da Frédérique Tirmont.
- David Mueller (stagione 1), interpretato da Christophe Sermet.
- Benjamin Mueller (stagione 1), interpretato da Jules Churin.
- Sandra Stanic (stagione 1), interpretata da Anabel Lopez.
- Rose Jansen (stagione 2), interpretata da Lila Guiraud.
- Daniel Merieux (stagione 2), interpretato da Olivier Massart.
- Nadia Merieux (stagione 2), interpretata da Nadia Fossier.
- Jonas Merieux (stagione 2), interpretato da Félix Barel.
- Jasper Vitock (stagione 2), interpretato da Michel de Warzée.
- Alain Peeters (stagione 2), interpretato da Marcel Gonzales.
- Christiane Peeters (stagione 2), interpretato da Bérénice Baôo.
- Bertrand Tillie (stagione 2), interpretato da Daniel Njo Lobé.
- Sarah Tillie (stagione 2), interpretata da Lisa Do Couto Teixeira.
- Sybille Blondel (stagione 2), interpretata da Smadi Wolfman.
- Valérie Caron (stagione 2), interpretata da Yris Jacqmin.
- Fanny Lopez (stagione 2), interpretata da Amélie Colonello.
- Cyril Damien (stagione 2), interpretato da Charlie Dupont.

## Produzione
La serie è creata da Paul Piedfort, diretta da Frank Van Mechelen nella prima stagione e da Adeline Darraux nella seconda stagione, scritta da Paul Piedfort e prodotta da France.tv studio, Les Gens (divisione della casa di produzione De Mensen), ndF international Production, Gardner & Domm, ARD Degeto e RTBF.

### Sviluppo
La serie è una coproduzione franco-tedesca-belga girata principalmente sulla costa belga. È scritta dallo sceneggiatore Paul Piedfort, girata dal regista Frank Van Mechelen nella prima stagione e da Adeline Darraux nella seconda stagione, mentre il cast è prevalentemente composto da una troupe fiamminga. È prodotta da France.tv studio, Les Gens (divisione della casa di produzione De Mensen), ndF international Production, Gardner & Domm, ARD Degeto e RTBF, mentre i dialoghi sono di Marie-Anne Le Pezennec.
Come sottolinea il regista Frank Van Mechelen: Come regista, ricevi storie emozionanti, commoventi e toccanti, scritte da uno sceneggiatore che ha dato il meglio di sé, e hai l'opportunità di lavorare con un team leader a livello internazionale. Sophie Cross è un esempio di questo tipo di serie. Ci siamo dovuti adattare ma il COVID non ci ha abbattuto, ci ha solo resi più resistenti. Sophie Cross è diventata una serie meravigliosa e sono molto orgoglioso che venga trasmessa sul grande canale tedesco Das Erste, e successivamente in Francia e Belgio.
Nel novembre 2023 France 3 ha annunciato sul portale AlloCiné che la scrittura della terza stagione era in fase di sviluppo.

### Riprese
Le riprese della prima stagione si sono svolte dal 10 agosto al 6 novembre 2020 in Francia e in Belgio, in particolare a Ostenda, a Koksijde, ad Anversa, a Bruges e a Bruxelles. Le riprese della seconda stagione sono state effettuate da settembre a dicembre 2022 sempre in Belgio.

## Distribuzione

### Germania
In Germania la serie va in onda su Das Erste dal 23 maggio 2021 con il titolo di Gefährliche Dünen: la prima stagione è stata trasmessa dal 23 al 29 maggio 2021, mentre la seconda stagione è inedita.

### Belgio
In Belgio la serie va in onda su La Une dal 7 novembre 2021: la prima stagione è stata trasmessa dal 7 al 21 novembre 2021, mentre la seconda stagione è stata trasmessa dal 15 al 29 giugno 2023.

### Francia
In Francia la serie va in onda su France 3 dal 9 novembre 2021: la prima stagione è stata trasmessa dal 9 al 23 novembre 2021, mentre la seconda stagione è stata trasmessa dal 31 ottobre al 14 novembre 2023.

### Italia
In Italia la serie va in onda in prima serata su Rai 1 dal 13 giugno 2023: la prima stagione è stata trasmessa dal 13 al 27 giugno 2023, mentre la seconda stagione è stata trasmessa dal 16 al 30 luglio 2024.

## Accoglienza

### Ricezione e critica
Per Noémie Jadoulle, di RTBF, Alexia Barlier incarna in modo accurato e sensibile un ex avvocato diventato poliziotto dopo la scomparsa del figlio Arthur. Una serie poliziesca avvincente.
Jean-Christophe Nurbel, del sito Bulles de culture, ritiene che Sophie Cross sia una nuova serie poliziesca con un'eroina forte e fragile, immersa nei classici intrighi criminali, impreziosita da un po' di tensione e seduzione.
Per Télé 7 jours, Sophie Cross è una serie avvincente e ben ritmata che si basa in parte sulla solida interpretazione dell'attrice Alexia Barlier. Télé Cable Sat sottolinea lo scenario che mette insieme un efficace intrigo poliziesco e un fil rouge emotivo.